# Jazz belga

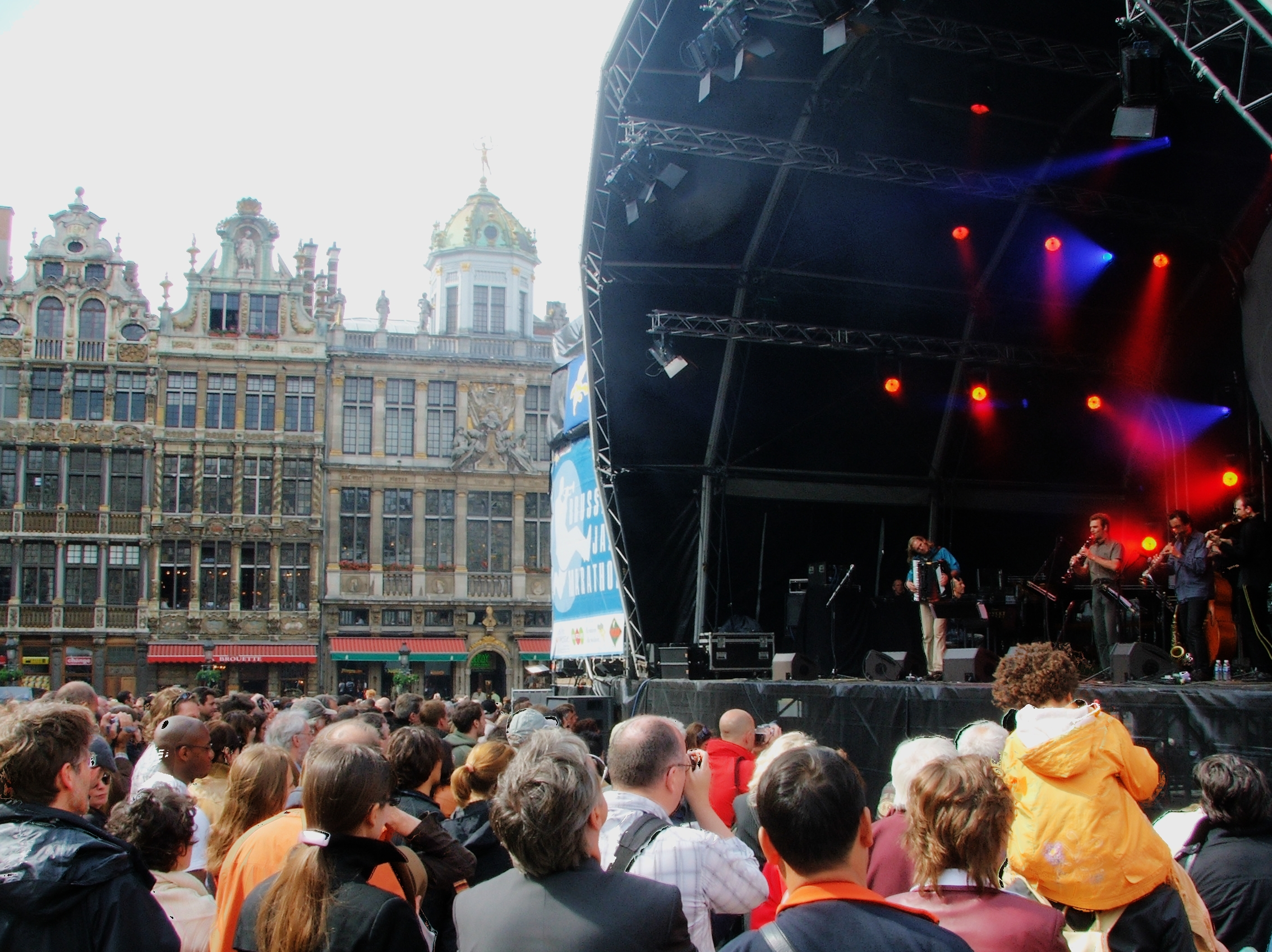
Maratona Jazz di Bruxelles Grand Place

Il jazz belga descrive lo sviluppo del jazz e dei suoi generi associati in Belgio a partire dagli anni '20, e i musicisti del genere che vi hanno svolto un ruolo. Insieme a Francia e Gran Bretagna, il Belgio è stato uno dei primi tre paesi europei a suonare il jazz dall'inizio del secolo scorso. Il Belgio deve questo posto di elezione nello sviluppo del jazz europeo non solo ai suoi musicisti, ma certamente anche allo spirito pionieristico di appassionati di jazz come Félix-Robert Faecq e Robert Goffin.

## Storia
Nel corso del XX secolo il Belgio ha vissuto diversi periodi d'oro o epoche d'oro del jazz. Il primo inizia dopo il periodo pre-jazz con l'esibizione dei Mitchell's Jazz Kings, un gruppo di musicisti neri che si esibì nella rivista Laisse-les tomber il 24 gennaio 1920 all'Alhambra di Bruxelles. Il loro passaggio diede origine alla creazione di numerosi gruppi jazz belgi, come i Bing Boys e la Mohawk's Jazz Band. Sempre nel 1920 si formò la prima big band europea: la Bistrouille Amateur Dance Orchestra (B.A.D.O.). Negli anni '20 vide la luce anche Musique Magazine, la prima rivista jazz al mondo. Il secondo periodo d'oro arrivò dopo la Liberazione (1945), con la creazione dei Bob Shots, prima orchestra bop nazionale e la fondazione del Jazz Club del Belgio, che accoglierà quasi tutti i grandi nomi del jazz. Bobby Jaspar, Jacques Pelzer, Toots Thielemans, René Thomas sono figure di spicco di questo periodo. Negli anni '60 e '70, il jazz conobbe un calo di popolarità, seguito da un nuovo e terzo periodo di gloria negli anni '80.
Fino agli anni '70 circa, la storia del jazz belga può essere riassunta come un susseguirsi di periodi stilistici, la cui evoluzione è quasi parallela a quella statunitense: dal periodo pre-jazz con i minstrel show, il ragtime e il cake-walk al New Orleans jazz, allo swing, poi il periodo del bebop, il cool jazz e il free jazz. A partire dalla fine degli anni '80, tuttavia, divenne difficile descrivere il jazz come un genere distinto a causa dei numerosi stili e tendenze che iniziarono ad influenzarsi a vicenda. Alla fine del XX secolo, il carattere personale e immediatamente riconoscibile dei grandi jazzisti del passato sembrava essere stato sostituito da un virtuosismo tecnico e da una flessibilità stilistica spesso sorprendenti.

### Origini
Il periodo che può essere descritto come pre-jazz è quello che precede il riconoscimento del jazz come stile individuale. Durante il periodo minstrel shows, alla fine dell'Ottocento, la comparsa delle prime tecniche di registrazione diede impulso al jazz e alla musica in generale. Nel 1877 Thomas Edison sviluppò il fonografo e, un anno dopo, la sua invenzione fu presentata in una mostra a Bruxelles, al Panopticum Castan. Nel 1902 aprì a Liegi un negozio con fonografi e grammofoni Edison e una scelta di 10.000 rulli di registrazione. Per molto tempo il Belgio non disponeva di studi di registrazione, quindi fino alla fine della prima guerra mondiale la distribuzione della musica (pre) jazz dipendeva da case discografiche straniere come Columbia, Zonophone e Favorite.
Un'altra invenzione che ha avuto un ruolo importante nello sviluppo del jazz è stato il nuovo strumento di Adolphe Sax: il sassofono. Nel 1890, i sassofoni furono prodotti negli Stati Uniti da C.G. Conn Ltd. e Buescher Band Instrument Company, e virtuosi del sassofono come il belga Jean Moeremans, che suonava nell'orchestra di John Philip Sousa, contribuirono a rendere popolare lo strumento. Ben presto il sassofono divenne il simbolo di un nuovo tipo di musica che si sviluppò con discrezione verso la fine del XIX secolo. I musicisti belgi furono tra i primi a registrare assoli di sassofono in America. Eugene Coffin, ad esempio, effettuò registrazioni su cilindri di cera (1895-1896) e il sassofonista contralto Jean Moeremans fu il primo al mondo a registrare assoli di sassofono su un disco di grammofono per la Victor Talking Machine Company nel 1897.

### Primo jazz (Dixieland, 1917-1930)
All'inizio furono diversi i canali che contribuirono alla diffusione del jazz in Belgio. Innanzitutto c'è la vita notturna nelle sale da ballo di Bruxelles che suonano gli ultimi brani jazz. Altri canali importanti per la diffusione della nuova musica includono gli editori musicali, l’industria musicale emergente, la radio, il cinema e la stampa. Tra questi ultimi, in particolare, il nuovo Musique Magazine ricopre un ruolo di primo piano.
Una serie di nuovi sviluppi tecnologici stanno facilitando la diffusione del jazz. Alla fine degli anni '20, il Belgio contava più di un milione di apparecchi radiofonici e più di 1.000 cinema, senza dimenticare il boom del turismo nel periodo tra le due guerre e la crescente mobilità. Nel 1936 i belgi ottennero ferie retribuite, all'inizio solo 6 giorni, così che anche la classe operaia potesse viaggiare.
Negli anni '20 e più ancora negli anni '30, Bruxelles, Anversa e Liegi divennero i tre centri belgi di sviluppo della nuova musica. In estate, i casinò delle località turistiche e termali come Ostenda, Blankenberge, Spa e Chaudfontaine prendono il sopravvento attirando i vacanzieri amanti della danza delle capitali. Questa situazione durerà fino all'inizio degli anni '90, quando emergeranno altri centri come Gand e Bruges, mentre Liegi perderà importanza a causa della partenza di alcuni musicisti jazz locali in seguito alla scomparsa di alcuni piccoli locali jazz.
Negli anni '20, un tipico gruppo jazz era costituito da una tromba o una cornetta, a volte un trombone, due sassofoni e una sezione ritmica composta da pianoforte, banjo e percussioni. I musicisti che adottano questo nuovo modo di fare musica sono, da un lato, musicisti professionisti che imparano a suonare con accenti jazzy e, dall'altro, un folto gruppo di musicisti dilettanti che diventano sempre più professionali. Quest'ultimo gruppo, in particolare, influenzerà la divulgazione della musica jazz in Belgio.

### Periodo dello swing (1930–1945)
In Belgio, a partire dalla metà degli anni ’30, la crisi politica fu accompagnata da una recessione economica. Anche se molti luoghi di intrattenimento hanno dovuto chiudere i battenti, apparentemente per sfuggire alle dure condizioni di vita, il bisogno di intrattenimento rimane forte. Cinema, musica (jazz) e danza continuarono ad attirare un vasto pubblico fino allo scoppio della seconda guerra mondiale. Paradossalmente, gli anni della crisi degli anni '30 diventarono quindi il periodo di massimo splendore del jazz, un periodo in cui lo swing, in particolare, godette di grande popolarità. Questo nuovo genere si distingue dai suoi predecessori, incluso il New Orleans jazz, per l'importanza che attribuiva all'improvvisazione solista e all'uso del sassofono. Durante il periodo dello swing, chiamato anche periodo della big band, si ritiene che il Belgio abbia fornito il maggior numero e i migliori solisti jazz a livello europeo.
Alla fine degli anni '20 furono condotti esperimenti radiofonici in Belgio e nel 1930 fu fondata la NIR. Questa emittente trasmetteva molti dischi americani di nuova pubblicazione. Nel 1932 Faecq fondò il Jazz Club del Belgio e l'avvocato belga Goffin pubblicò i suoi primi libri sul jazz. Per promuovere il jazz, sabato 10 dicembre 1932 al Palais Saint Sauveur di Bruxelles si svolse il primo Torneo Jazz del Jazz Club del Belgio per musicisti jazz dilettanti. L'organizzatore Félix Faecq fece seguire il torneo a un ballo dove si esibirono i vincitori, il che attirò moltissima gente, anche nelle edizioni successive. Dal 1934 si tennero anche tornei internazionali in collaborazione con i Paesi Bassi, questa volta al Palais des Beaux-Arts di Bruxelles. La stampa gioca un ruolo importante nella pubblicità intorno ai tornei. Le partite sono ampiamente annunciate su Musique Magazine (l'organo ufficiale degli organizzatori), ma dei tornei parla anche la stampa estera. Faecq tiene conferenze stampa, organizza i premi e sottolinea alla stampa che i tornei hanno uno scopo educativo, vale a dire:

### Anni 2010
Sebbene il Belgio sia un piccolo paese, ha prodotto una serie di musicisti jazz di fama internazionale. Una nuova generazione di giovani musicisti è emersa e oggi propone diversi stili jazz: old style, mainstream, big band, bebop, tutte le forme di jazz moderno come il jazz rock di Philip Catherine, l'avanguardia e la libera improvvisazione, il latin jazz e fusione elettrica brasiliana, acid jazz, ethno jazz e così via. Inoltre, i musicisti della vecchia generazione rimangono molto vivi, registrando dischi e esibendosi sul palco: Toots Thielemans rimane attivo fino alla vecchiaia. Nel 2009 è stato una delle stelle della Prom Night di Anversa e, nel marzo 2010, ha tenuto altri otto concerti al Blue Note Festival di New York.

## Galleria d'immagini

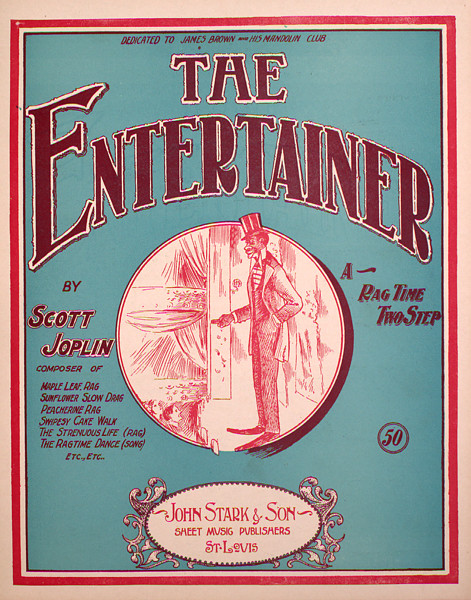
Copertina dello spartito The Entertainer
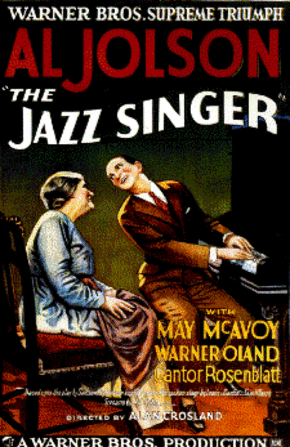
Il cantante jazz
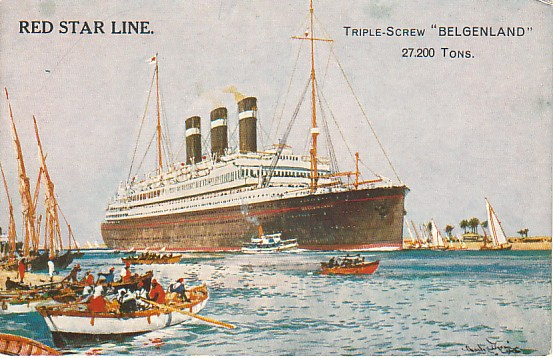
Cartolina della SS Belgenland (1914)
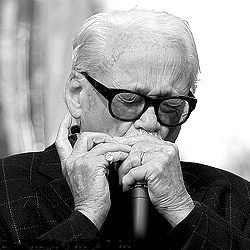
Ritratto di Toots Thielemans
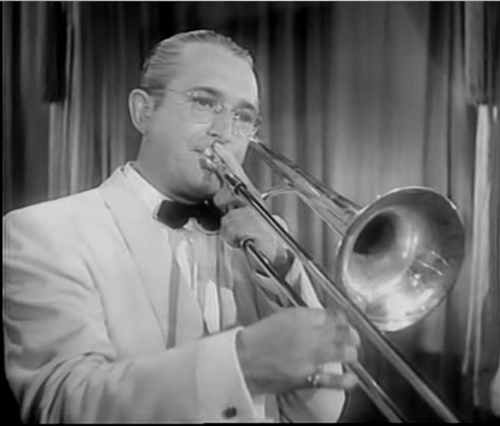
Il trombonista e bandleader Tommy Dorsey dal film The Fabulous Dorseys (1947)
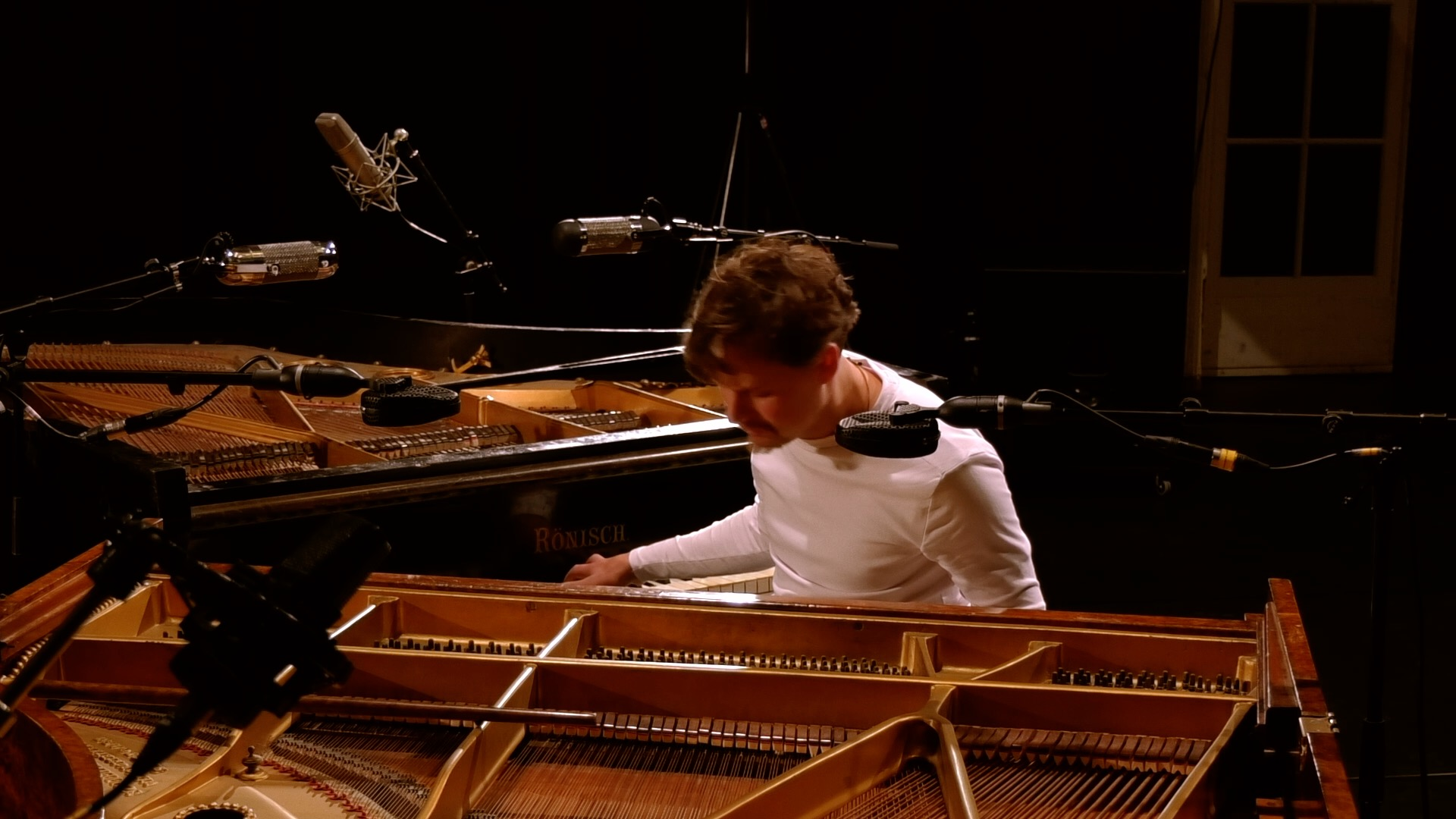
Seppe Gebruer - Suonare con gli standard

## Annotazioni
1. ↑  Non tutti pensano la stessa cosa di queste età d'oro. Il periodo dello swing, del 1930 durante il dopoguerra, è il più citato (Antwerp jazz club, De Brabander, p. 19, (Anaf p. 91).